# His Bogus Uncle
His Bogus Uncle è un cortometraggio muto del 1911 diretto da Harry Solter.

## Trama
Una ragazza è oggetto delle attenzioni di due spasimanti. Uno dei due, però, è un intrigante che perde la ragazza a favore del rivale.

## Produzione
Il film fu prodotto dalla Lubin Manufacturing Company.

## Distribuzione
Distribuito dalla General Film Company, il film - un cortometraggio in una bobina - venne distribuito nelle sale statunitensi il 30 gennaio 1911.